# Championnat international de Formule 3000 2002
Navigation
2001 2003
Le championnat international de F3000 2002 a été remporté par le Français Sébastien Bourdais sur une monoplace de l'écurie Super Nova.

## Pilotes et écuries
| Écurie                  | #  | Pilote              | Courses |
| ----------------------- | -- | ------------------- | ------- |
| Coca-Cola Nordic Racing | 1  | Ryan Briscoe        | 1-7     |
| Coca-Cola Nordic Racing | 1  | Thed Björk          | 8-12    |
| Coca-Cola Nordic Racing | 2  | Zsolt Baumgartner   | Tous    |
| Petrobras Junior Team   | 3  | Antônio Pizzonia    | Tous    |
| Petrobras Junior Team   | 4  | Ricardo Sperafico   | Tous    |
| Super Nova Racing       | 5  | Tiago Monteiro      | Tous    |
| Super Nova Racing       | 6  | Sébastien Bourdais  | Tous    |
| Red Bull Junior Team    | 9  | Patrick Friesacher  | Tous    |
| Red Bull Junior Team    | 10 | Ricardo Mauricio    | Tous    |
| Team Astromega          | 14 | Mario Haberfeld     | Tous    |
| Team Astromega          | 15 | Rob Nguyen          | Tous    |
| European Minardi F3000  | 16 | Alexandre Sperafico | 1-9     |
| European Minardi F3000  | 16 | Justin Keen (en)    | 10-12   |
| European Minardi F3000  | 17 | David Saelens       | 1-5     |
| European Minardi F3000  | 17 | Alex Müller         | 6-9     |
| European Minardi F3000  | 17 | Kristian Kolby      | 10-12   |
| Arden International     | 18 | Björn Wirdheim      | Tous    |
| Arden International     | 19 | Tomáš Enge          | Tous    |
| Durango Formula         | 20 | Alex Müller         | 1-5     |
| Durango Formula         | 20 | Derek Hill          | 6-12    |
| Durango Formula         | 21 | Rodrigo Sperafico   | Tous    |
| Coloni F3000            | 24 | Enrico Toccacelo    | Tous    |
| Coloni F3000            | 25 | Giorgio Pantano     | Tous    |
| PSM Racing Line         | 26 | Tony Schmidt        | Tous    |
| PSM Racing Line         | 27 | Nicolas Kiesa       | Tous    |

Tous les pilotes engagés disputent le championnat au volant d'un châssis Lola B02/50, équipés d'un moteur Zytek-Judd KV et de pneumatiques Avon.

## Règlement sportif
- L'attribution des points s'effectue selon le barème 10,6,4,3,2,1.

## Courses de la saison 2002
| Date         | Lieu              | Vainqueur          | Nationalité        | Equipe     |
| 30 mars      | São Paulo         | Rodrigo Sperafico  | Brésil             | Durango    |
| 13 avril     | Imola             | Sébastien Bourdais | France             | Super Nova |
| 27 avril     | Barcelone         | Giorgio Pantano    | Italie             | Coloni     |
| 11 mai       | Spielberg         | Tomáš Enge         | République tchèque | Arden      |
| 25 mai       | Monaco            | Sébastien Bourdais | France             | Super Nova |
| 22 juin      | Nurburgring       | Sébastien Bourdais | France             | Super Nova |
| 6 juillet    | Silverstone       | Tomáš Enge         | République tchèque | Arden      |
| 20 juillet   | Magny-Cours       | Tomáš Enge         | République tchèque | Arden      |
| 27 juillet   | Hockenheim        | Giorgio Pantano    | Italie             | Coloni     |
| 17 août      | Budapest          | Enrico Toccacelo   | Italie             | Coloni     |
| 31 août      | Spa-Francorchamps | Giorgio Pantano    | Italie             | Coloni     |
| 14 septembre | Monza             | Bjorn Wirdheim     | Suède              | Arden      |

Note: Vainqueur de l'épreuve hongroise, Tomáš Enge a été disqualifié après la fin du championnat à la suite d'un contrôle antidopage positif. Les 10 points ainsi perdus eurent pour effet de lui faire perdre le titre au profit de Sébastien Bourdais.

## Classement des pilotes
| Classement | Pilote             | Pays               | Equipe      | Nombre de points |
| ---------- | ------------------ | ------------------ | ----------- | ---------------- |
| 1er        | Sébastien Bourdais | France             | Super Nova  | 56               |
| 2e         | Giorgio Pantano    | Italie             | Coloni      | 54               |
| 3e         | Tomáš Enge         | République tchèque | Arden       | 50               |
| 4e         | Bjorn Wirdheim     | Suède              | Arden       | 29               |
| 5e         | Ricardo Sperafico  | Brésil             | Petrobras   | 22               |
| 6e         | Rodrigo Sperafico  | Brésil             | Durango     | 20               |
| 7e         | Mario Haberfeld    | Brésil             | Astromega   | 18               |
| 8e         | Antônio Pizzonia   | Brésil             | Petrobras   | 18               |
| 9e         | Enrico Toccacelo   | Italie             | Coloni      | 14               |
| 10e        | Patrick Friesacher | Autriche           | Red Bull Jr | 14               |
| 11e        | Ricardo Mauricio   | Brésil             | Red Bull Jr | 9                |
| 12e        | Nicolas Kiesa      | Danemark           | PSM         | 3                |
| 13e        | Rob Nguyen         | Australie          | Astromega   | 2                |
| 13e        | Tiago Monteiro     | Portugal           | Super Nova  | 2                |
| 15e        | Zsolt Baumgartner  | Hongrie            | Nordic      | 1                |